# بطولة التلفزيون العالمية دبليو سي دبليو
بطولة التلفزيون العالمية دبليو سي دبليو (WCW World Television Championship) كانت بطولة مصارعة محترفة تملكها منظمة وورلد تشامبيونشيب ريسلينغ.
تم إنشاء البطولة في العام 1974 بواسطة منظمة ميد-أتلانتك تشامبيونشيب ريسلينغ باعتبارها بطولة ثانوية. كانت البطولة تعرف باسم بطولة التلفزيون ميد-أتلانتك ريسلينغ ثم عرفت لاحقًا لبضع سنوات باسم بطولة التلفزيون إن دبليو إيه. وبينما نمت منظمة ميد-أتلانتك ريسلينغ (التي عرفت فيما بعد باسم منظمات جيم كروكيت)، صارت البطولة تعرف باسم بطولة التلفزيون العالمية إن دبليو إيه. بعد انسحاب منظمة وورلد تشامبيونشيب ريسلينغ (دبليو سي دبليو) من منظمة تحالف المصارعة الوطني (إن دبليو إيه)، عُرفت البطولة باسم بطولة التلفزيون العالمية دبليو سي دبليو حتى تقاعدت البطولة نهائيًا في 10 أبريل 2000.
في كثير من الأحيان، كان البطل يدافع عن البطولة في المباريات بمهلة زمنية محددة كعشر دقائق أو خمس عشرة دقيقة. في كثير من الأحيان تكون البطولة على المحك مع بطولة أخرى، حينما ينتهي الوقت المخصص للمباراة بدون فوز أحد الطرفين، تكون نتيجة المباراة هي التعادل حيث يحافظ البطل على بطولته بهذه الطريقة. غالبًا ما تُستخدم هذه الطريقة من أجل زيادة كره المشجعين لبطل البطولة المكروه ومن أجل السماح له بالحفاظ على البطولة.
كان بول جونز أطول أبطال هذه البطولة حين كان اسمها بطولة التلفزيون إن دبليو إيه حيث حافظ على البطولة لمدة 368 يومًا. كان آرن أندرسون أطول أبطال هذه البطولة حين كان اسمها بطولة التلفزيون العالمية إن دبليو إيه حيث حافظ على البطولة لمدة 336 يومًا. أقصر أبطال هذه البطولة كان عهد لقب أقصر كان ريك مارتيل الذي فاز بها حين كان اسمها بطولة التلفزيون العالمية دبليو سي دبليو حيث حافظ عليها لستة أيام. (إن عهد المصارعان ماسكيد سوبر ستار وسويت إيبوني دايموند بالبطولة هو أقل من يوم واحد لكن لا يوجد سجل عندما تخليا عن بطولتهما حينها.) كان بوكر تي أكثر أبطال هذه البطولة حيث فاز بها ست مرات. يحمل آرن أندرسون الرقم القياسي بالنسبة لمجموع الأيام كبطل حيث حمل البطولة لمدة 870 يومًا بسبب فوزه بها أكثر من أربع مرات. آخر بطل هو "هاكساو جيم دوغان، الذي أدعى فوزه بالبطولة بعد أن رماها سكوت هول في القمامة. تقاعدت البطولة عام 2000 عندما أعاد فينس روسو وإريك بيشوف هيكلة دبليو سي دبليو.